# Marie Céline Baba Matia
Marie Céline Baba Matia, née le 25 novembre 2003 à Bertoua, est une judokate camerounaise.

## Carrière
Marie Céline Baba Matia remporte la médaille d'or dans la catégorie des moins de 52 kg aux Jeux de la Francophonie de 2023 à Kinshasa. Elle est médaillée d'argent dans la même catégorie aux Jeux africains de 2023 à Accra, où elle est le porte-drapeau de la délégation camerounaise.
Elle est médaillée de bronze dans la même catégorie aux Championnats d'Afrique 2025 à Abidjan.